# Muslimischer Friedhof von Yantala

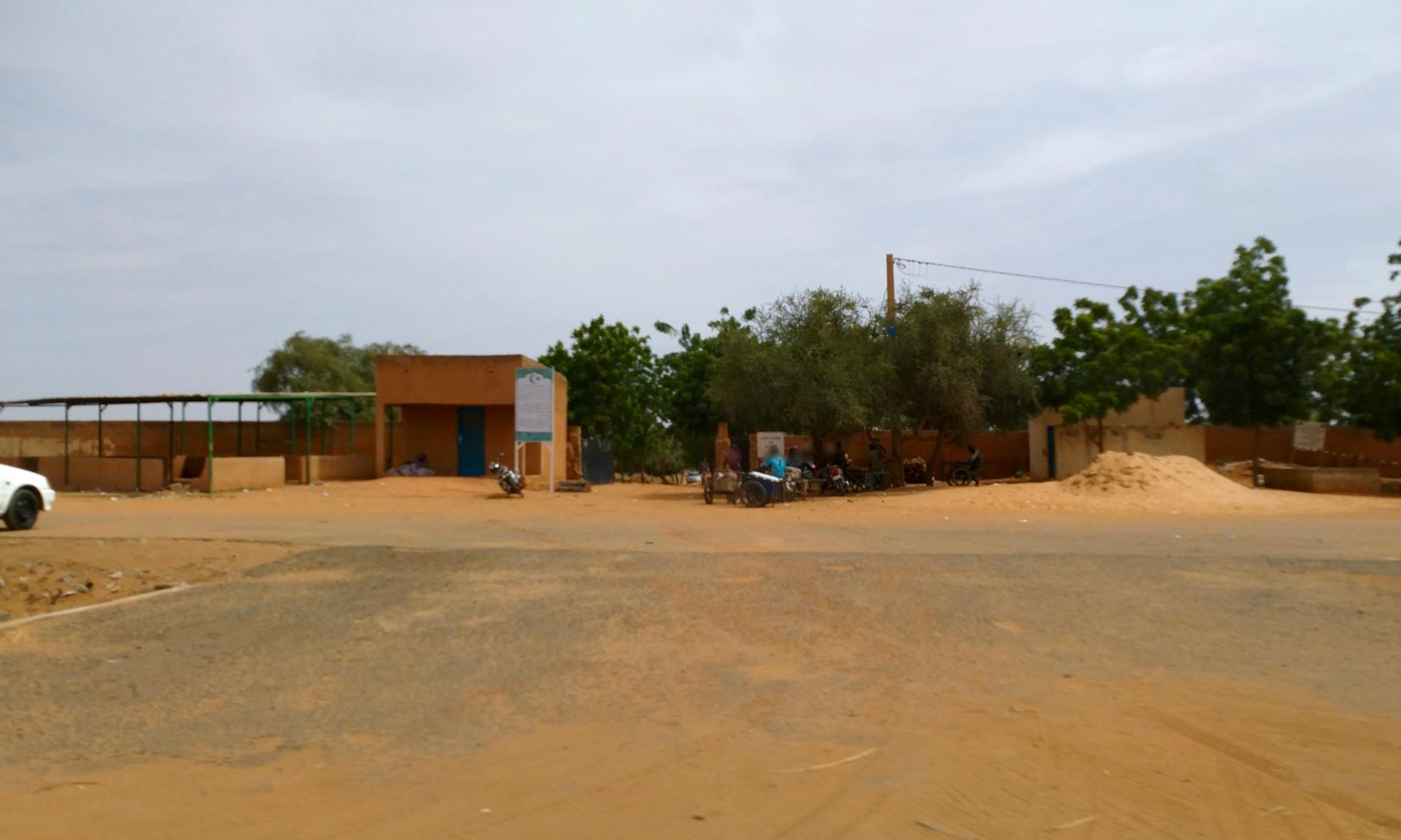
Südwest-Tor des Muslimischen Friedhof von Yantala (2017)

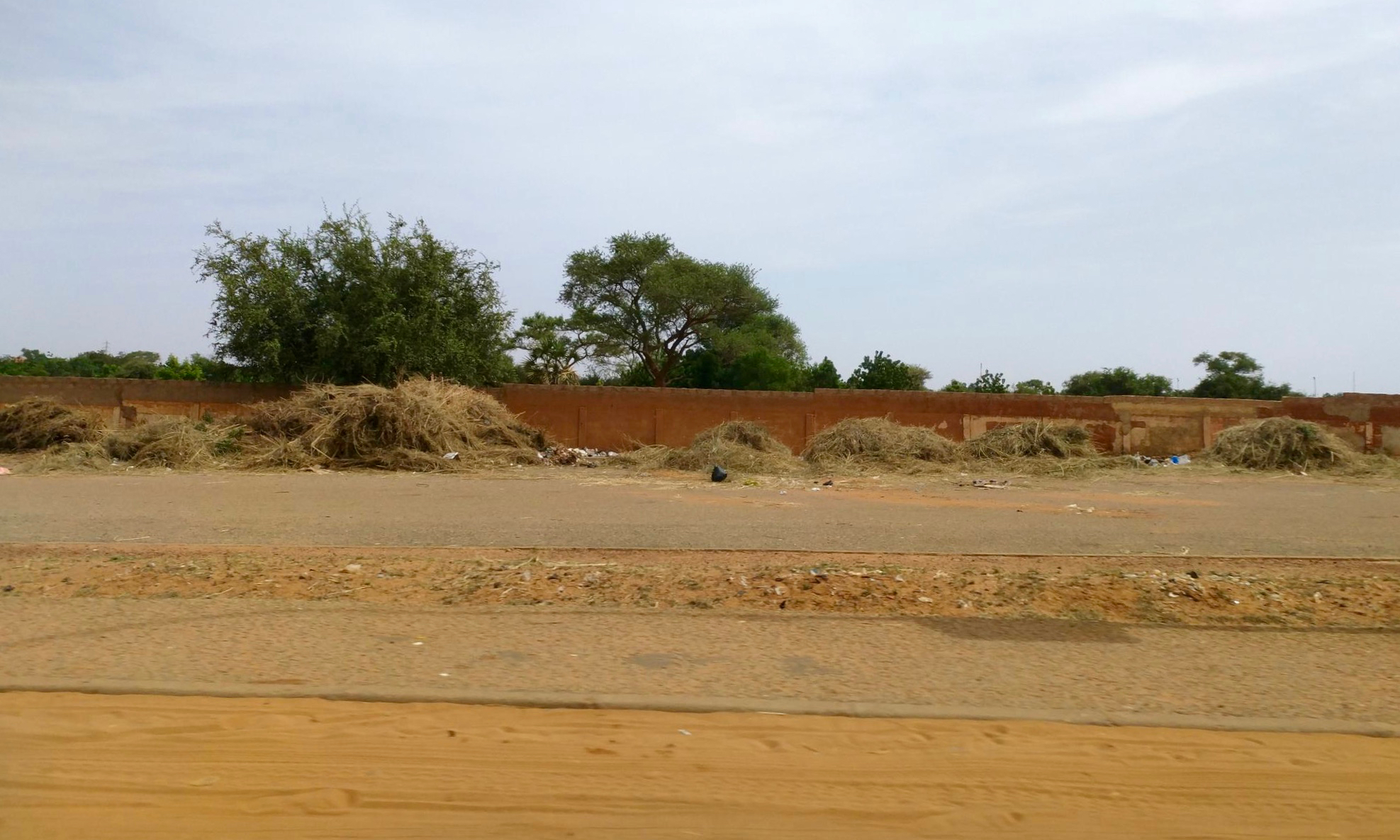
Südwestliche Friedhofsmauer von außen (2017)

Der Muslimische Friedhof von Yantala (französisch: Cimetière Musulman de Yantala) ist ein islamischer Friedhof in der Stadt Niamey in Niger.

## Areal
Der Muslimische Friedhof von Yantala liegt im Westen des Stadtviertels Yantala Haut im Arrondissement Niamey I. Er befindet sich in einem Tafelland mit einer mehr als 2,5 Meter tiefen Sandschicht. Der Friedhof erstreckt sich über eine Fläche von 55,2 Hektar. Er ist von einer Mauer umgeben.
Noch in den 1970er Jahren lag der Friedhof außerhalb der Stadtgrenzen inmitten eines baumlosen Ackerbaugebiets. Starke Regenfälle führen regelmäßig zu Beschädigungen. So brach 2016 ein Teil der Friedhofsmauer weg und 2017 wurden durch Niederschläge mehrere Gräber aufgewühlt.
Am 24. Dezember 2021 wurde ein Leichenhaus eröffnet, das den Gepflogenheiten der islamischen Bestattung entspricht. Zu dem Gebäudekomplex gehören auch ein großer Gebetsbereich sowie mehrere Verwaltungs- und Arbeitsräume.

## Bekannte hier bestattete Persönlichkeiten
Das Verzeichnis ist aufsteigend nach Sterbejahr sortiert.
- Boubou Hama (1906–1982), Politiker und Intellektueller[6]
- Damouré Zika (1924–2009), Filmschauspieler, Hörfunkmoderator und Heiler[6]
- Oumarou Neïno (1943–2010), Schauspieler[7]
- Boubé Gado (1944–2015), Historiker und Politiker[8]
- Fatou Djibo (1927–2016), Frauenrechtlerin[9]
- Haoua Hambally (1960–2016), Journalistin, Medienunternehmerin und Politikerin[10]
- Abdoua Kanta (1946–2017), Journalist, Schriftsteller und Filmregisseur[11]
- Boukary Adji (1939–2018), Politiker und Bankmanager, Premierminister[12]
- Hassane Kounou (1949–2018), Politiker und Diplomat[13]
- Amadou Ousmane (1948–2018), Journalist und Schriftsteller[14]
- Saïdou Sidibé (1952–2018), Politiker[15]
- Boulama Manga (1940–2019), Offizier und Politiker[16]
- Mohamed Ben Omar (1965–2020), Politiker[17]
- Aïchatou Maïnassara (1971–2020), Politikerin[18]
- Abdallah Wafy (1955–2020), Diplomat[19]
- Abdoulkarim Goukoye (1964–2021), General[20]
- Grémah Boucar (1959–2022), Journalist, Medienunternehmer und Politiker[21]
- André Salifou (1942–2022), Historiker, Schriftsteller, Politiker und Diplomat[22]
- Souley Abdoulaye (1956–2023), Politiker und Bankmanager, Premierminister[23]